# Ruwenzori

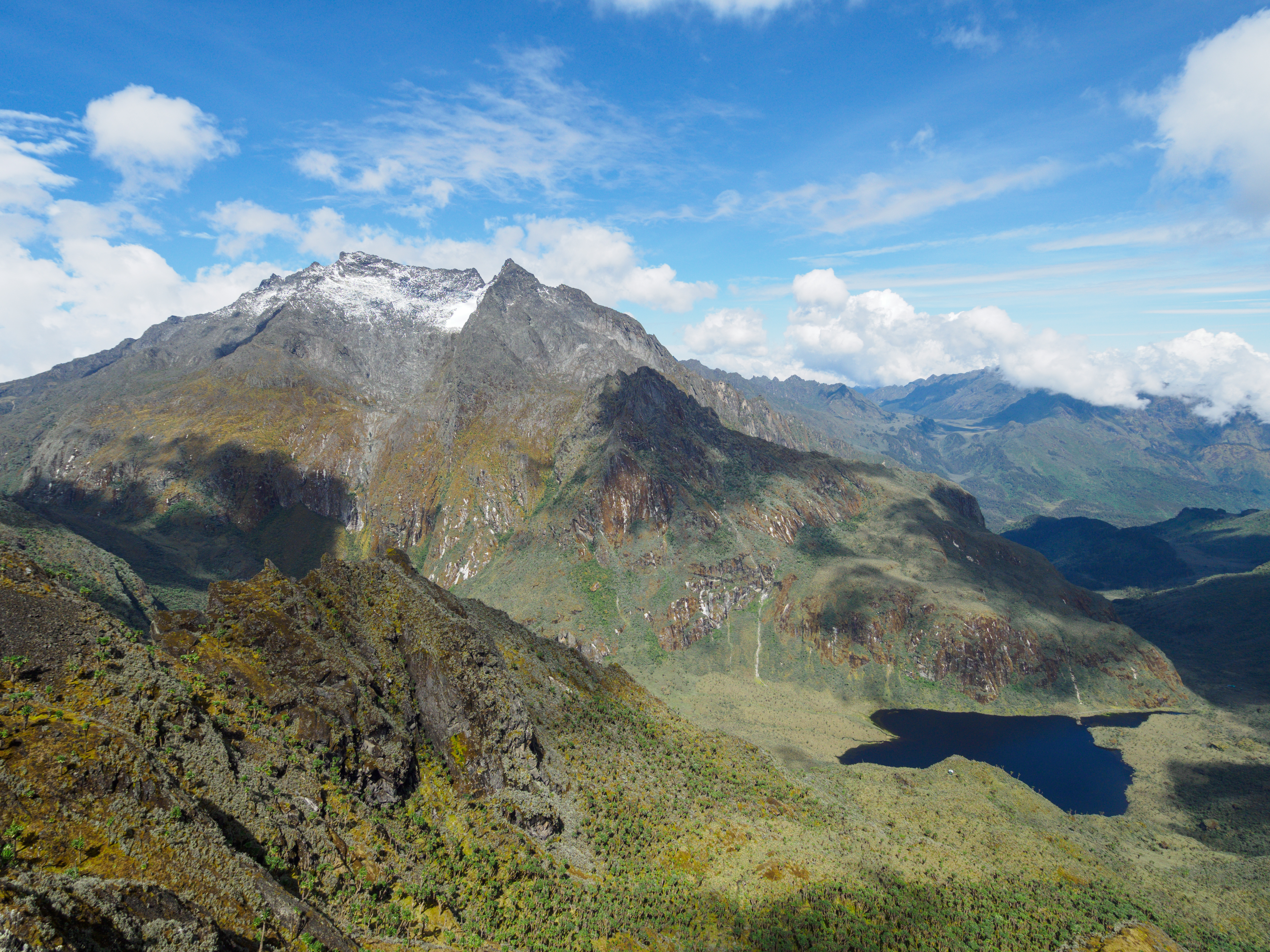
Mount Speke z lodowcem Speke i jezioro Bujuku

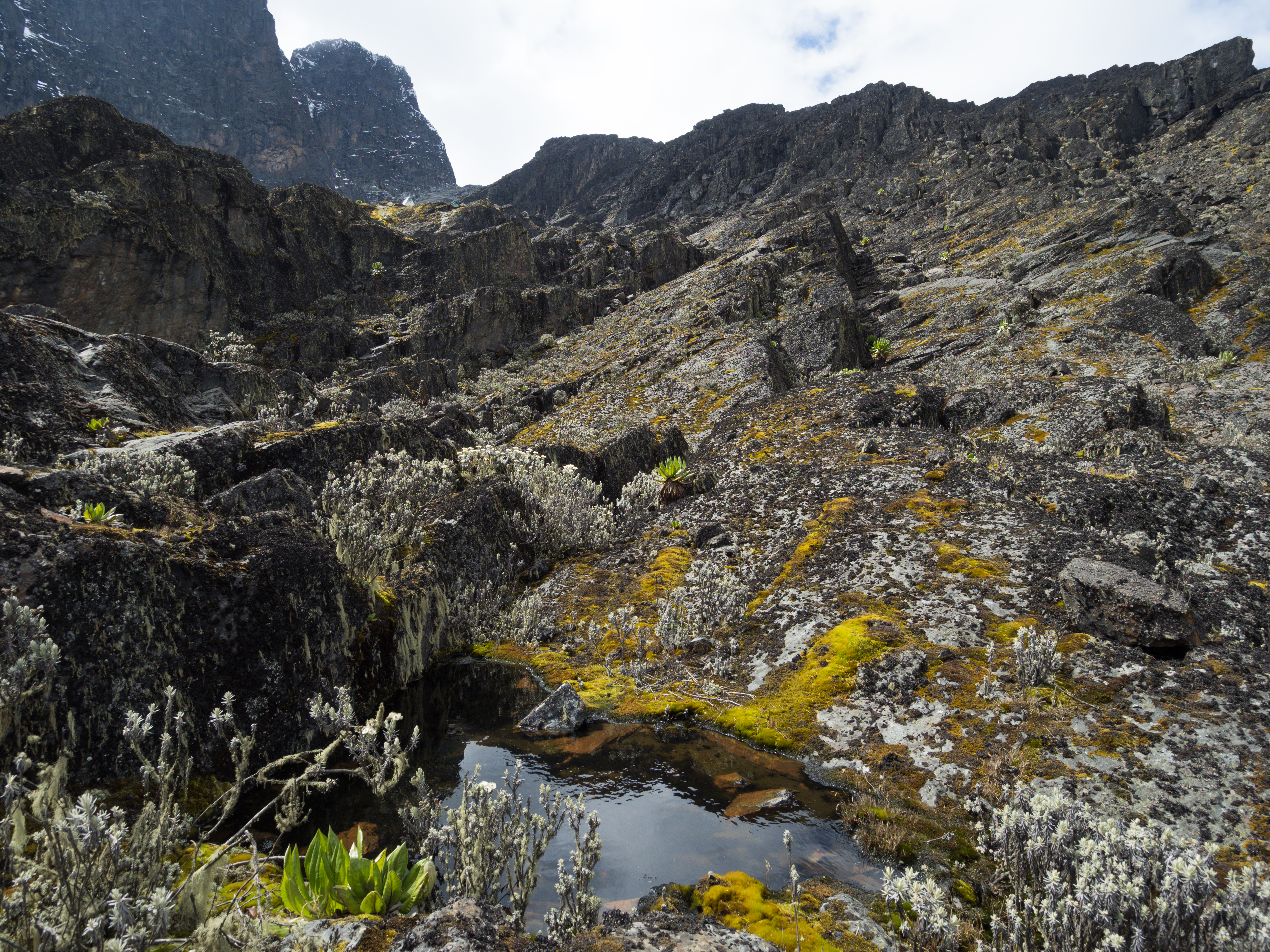
Piętro niwalne, w tle Elena (4968 m n.p.m.)

Ruwenzori (ang. Rwenzori) – pasmo górskie w środkowej Afryce na granicy Demokratycznej Republiki Konga i Ugandy. Stanowią, obok Kilimandżaro i góry Kenia, jeden z trzech obszarów w Afryce gdzie występują współcześnie lodowce. Spośród sześciu głównych masywów w Ruwenzori najwyższa jest Góra Stanleya, a dokładniej jeden z jej wierzchołków nazywany Szczytem Małgorzaty (Margherita, 5109 m n.p.m.).
Identyfikowane są z Górami Księżycowymi opisanymi w dziele Geografia Ptolemeusza około 150 roku naszej ery. Przyroda gór Ruwenzori chroniona jest w położonych po obu stronach granicy parkach narodowych – Parku Narodowym Wirunga i Parku Narodowym Gór Ruwenzori, które zostały wpisane na Listę światowego dziedzictwa UNESCO.

## Położenie i topografia
Góry Ruwenzori wznoszą się w zachodniej części Wielkich Rowów Afrykańskich (Wielki Rów Zachodni), między Jeziorem Alberta na północy a Jeziorem Edwarda na południu. Południowy kraniec gór sięga równika. Na zachód od Ruwenzori rozciąga się dolina rzeki Semliki. Długość pasma wynosi około 120 km, a szerokość – do 50 km.
Najwyższe szczyty, przekraczające 4000 m, znajdują się w środkowej części pasma. Główne masywy to:
- Mount Stanley, z wierzchołkami: Margherita (5108 m), Alexandra (5090 m), Albert (5086 m), Savoia (4977 m), Elena (ok. 4970 m), Great Tooth (ok. 4950 m), Elizabeth (ok. 4928 m), Philip (4919 m), Moebius (4917 m), Kitasamba (ok. 4860 m), Nyabubuya (ok. 4860 m)
- Mount Speke: Vittorio Emanuele (4889 m), Ensonga (4782 m), Johnston (4834 m)
- Mount Baker: Edward (4842 m), Semper (4794 m), Wollaston (4626 m), Moore (4623 m), Grauer Rock (4483 m)
- Mount Emin: Umberto Peak (4797 m), Kraepelin (4791 m)
- Mount Gessi: Iolanda (4715 m), Bottego (4699 m)
- Mount Luigi di Savoia: Sella (4626 m), Weismann (4619 m), Stairs (4544 m)

Wśród niższych grup górskich i szczytów wyróżniają się:
- Portal Peaks: Kihuma (4390 m), Middle Portal (4370 m), Rutara (4282 m), Chahuma (ok. 4110 m), Kimemba (ok. 4080 m)
- Cagni (4486 m) i Kinyangoma (4430 m)
- Rugendwara (ok. 4300 m)
- Rukenga (4152 m)
- Humphreys Group: Humphreys (4578 m), Okuhandika (4564 m), Okusoma (4562 m), Okubara (4520 m), Tatra (ok. 4500 m), Batoda (4431 m), Kirembe (ok. 4252 m)
- Rwatamagufa Group: Okuleba (Observation Peak, 4328 m), Rwatamagufa (4252 m), Mutinda Towers (ok. 4200 m), Keki (ok. 4114 m), Mulyambuli (ok. 3960 m), Nyamyalilo (3956 m)

Długi na około 70 km północny grzbiet pasma, mający początek w masywie Portal Peaks, obniża się stopniowo z wysokości około 3500 m do około 1000 m. Ostatnim na północ szczytem przekraczającym 3000 m jest Karangora (3012 m). W południowej części gór Ruwenzori wznosi się izolowany szczyt Rwato (Ruato, 3500 m).
Zachodnie stoki gór są na ogół bardziej strome od wschodnich, które są z kolei mocniej rozczłonkowane przez głęboko wcięte doliny. Centralna część Ruwenzori, o długości około 18 kilometrów i szerokości 10 kilometrów, charakteryzuje się rzeźbą wysokogórską. Wśród dolin dających dostęp do wysokich masywów najważniejsza jest dolina Mubuku wraz ze swoim poosiowym przedłużeniem – Bujuku. Ich bocznymi odgałęzieniami są doliny Mugusu, Bukurungu, Kuruguta i Mahoma. Innymi dużymi dolinami wschodnich stoków są doliny Rwimi, Nyamwamba i Mulyambuli (Kamusongi). Od południa pod masywy Luigi di Savoia i Humphreys podchodzi dolina Nyamugasani. W zachodnie stoki wcinają się doliny Butawu, Luusilubi i Lamya.

## Budowa geologiczna
Ruwenzori to najwyższe na Ziemi pasmo gór zrębowych. Stanowią zrąb tektoniczny (horst) wypiętrzony pomiędzy dwiema gałęziami Wielkiego Rowu Zachodniego. Według dominującej hipotezy naukowej północna część Wielkiego Rowu Zachodniego była w miocenie i późnym pliocenie terenem położonym stosunkowo nisko, zalanym przez wody paleojeziora Obweruka. Wydźwignięcie gór Ruwenzori nastąpiło około 3 milionów lat temu w krótkim geologicznie przedziale czasu i przedzieliło to obniżenie na dwie części – basen Jeziora Edwarda (obejmujący również współczesne Jezioro Jerzego, które stanowi od późnego plejstocenu odrębny zbiornik wodny) oraz basen Jeziora Alberta (obejmujący także dolinę rzeki Semliki). Zgodnie z innymi badaniami wypiętrzanie gór Ruwenzori rozpoczęło się już w eocenie lub oligocenie i było procesem znacznie bardziej długotrwałym.
Pasmo zbudowane jest ze starych, prekambryjskich skał. Część północną tworzą głównie granitognejsy stanowiące fragment kratonu środkowoafrykańskiego, datowane na 2750–2550 mln lat. Część środkowa i południowa składa się ze skał metamorficznych paleoproterozoicznego (2200–2100 mln lat) pasa fałdowego Buganda-Toro. Dominującymi skałami pasa są argility i kwarcyty. Z argilitami związane są złoża miedzi i kobaltu w okolicach Kilembe. Składową pasa fałdowego jest gruba jednostka amfibolitów, które budują m.in. najwyższe szczyty Góry Stanleya. Południowe i południowo-zachodnie części Ruwenzori utworzone są z gnejsów, które mogą być wieku mezoproterozoicznego.
Na wschód od Ruwenzori znajdują się cztery pola kraterów wulkanicznych, będące jedynym wyrazem niedawnej (do około 4000 lat temu) aktywności wulkanicznej w północnej części Wielkiego Rowu Zachodniego. Same góry Ruwenzori, w odróżnieniu od innych wysokich gór wschodniej Afryki jak Kilimandżaro czy Kenia, nie mają pochodzenia wulkanicznego.

## Klimat
Klimat Ruwenzori charakteryzuje się wysokimi opadami oraz stałymi temperaturami w ciągu roku. Na leżące w cieniu opadowym równiny u podnóża gór spada rocznie około 700 mm deszczu. Ilość opadów szybko wzrasta wraz w wysokością. O ile w Kasese, położonym 960 m n.p.m. średnia roczna suma opadów wynosi 890 mm, to już w położonym w odległości zaledwie 11 km, lecz 410 m wyżej Kilembe – 1540 mm. Maksymalne sumy opadów występują na wysokościach około 3000–3900 m (piętro wrzośców), gdzie osiągają w przybliżeniu 2700 mm rocznie. W najwyższych partiach ilość opadów jest mniejsza, ale nieznacznie. Opady cechują się zmiennością sezonową, co wynika z przemieszczania się strefy konwergencji tropikalnej nieco na północ lub nieco na południe od równika wraz ze zmieniającym się oświetleniem słonecznym. W ciągu roku występują dwie pory deszczowe (zazwyczaj od połowy marca do końca maja oraz od początku września do połowy grudnia), z miesięcznymi sumami opadów około 250 mm, przedzielone tak zwanymi porami suchymi. W najbardziej suchych miesiącach spada około 70 mm deszczu; zdarzają się kilkudniowe okresy słonecznej i bezdeszczowej pogody, lecz na ogół pogoda jest zmienna. W czasie pór deszczowych góry pozostają okryte mgłą często przez wiele dni. Średnia wilgotność względna powietrza przekracza 90%, przy czym nieco niższa notowana jest w styczniu i lutym, kiedy częstsze są napływy bardziej suchych mas powietrza z kierunków północnych.
Wysokość, na której średnia roczna temperatura powietrza wynosi 0 °C to współcześnie 4700 m. Dobowe amplitudy temperatury są relatywnie niewielkie. Średnia temperatura maksymalna przy Bujuku Hut (3970 m) wynosi 10 °C, natomiast minimalna –1 °C. Jeszcze mniejszą zmienność obserwuje się w najwyższych partiach. Na wysokości 4750 m wahania temperatury w cyklu dobowym wynoszą 5–6 °C przy średniej wynoszącej –0,35 °C. Amplituda roczna temperatury jest minimalna i wynosi 0,3 °C.
Niemal niezmienne w ciągu roku jest też ciśnienie atmosferyczne (średnio 581,4 hPa na wysokości 4750 m, amplituda roczna 0,5 hPa). Charakterystyczne jest występowanie cyklu zmian ciśnienia atmosferycznego o okresie 12 godzin i amplitudzie około 2 hPa, spowodowanych pływami atmosferycznymi. Maksima ciśnienia notowane są o północy i w południe czasu lokalnego, natomiast minima o wschodzie i o zachodzie Słońca. Silne wiatry są rzadkością, sporadycznie w czasie nocy obserwowane są podmuchy wiatru katabatycznego. Przeważają wiatry z kierunku południowo-wschodniego. Najmniejsze prędkości wiatru mierzone są w lipcu–sierpniu (średnio 2,6 m/s), największe w styczniu–lutym (4,0 m/s). Najsłabszy wiatr jest na ogół w godzinach wczesnoporannych, najmocniejszy po południu.

## Wody

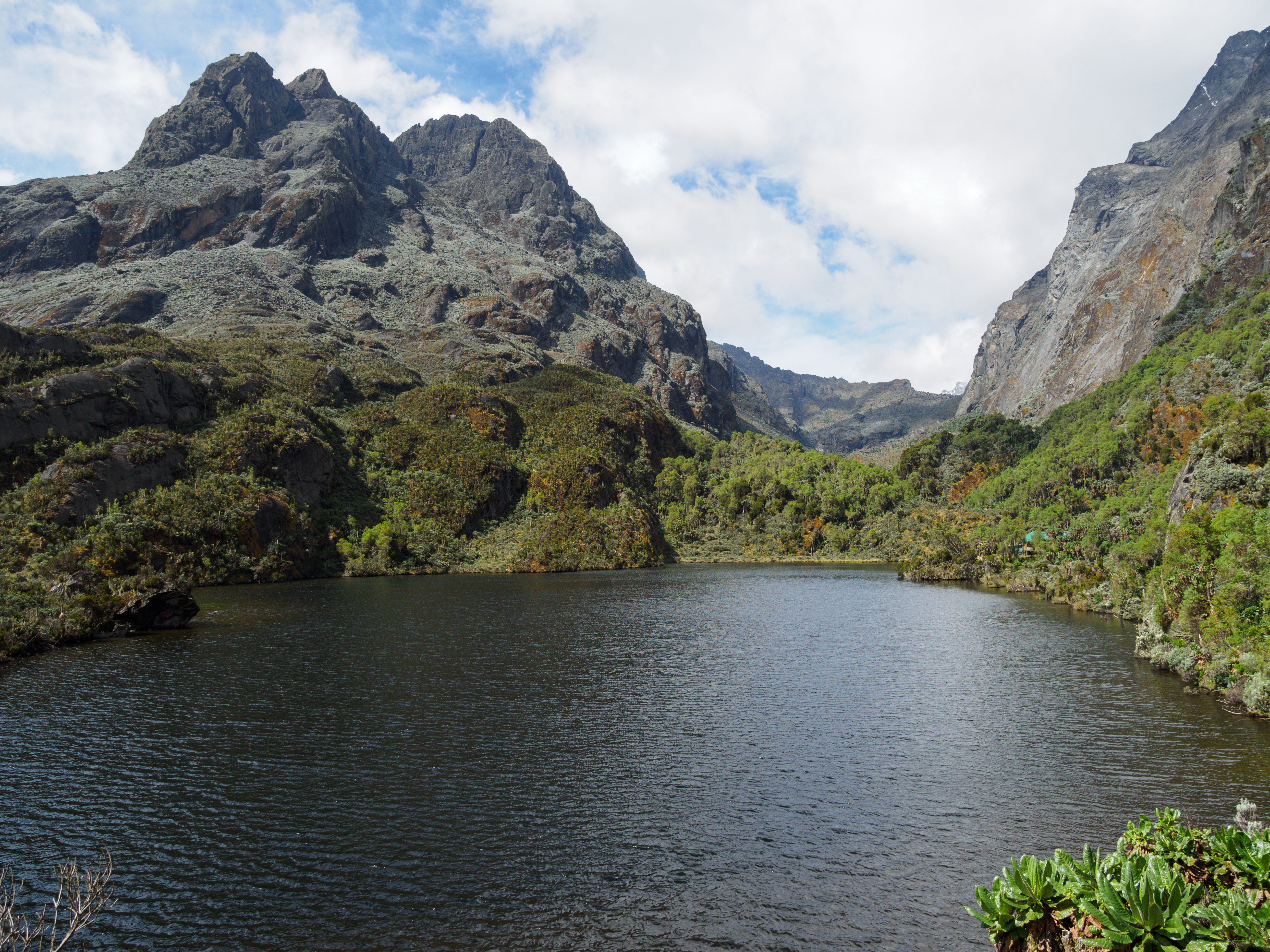
Jezioro Lower Kitandara (3989 m) w dolinie Butawu, o powierzchni 2,86 ha i głębokości maksymalnej 11 m

Góry Ruwenzori położone są w całości w dorzeczu Nilu, będąc najwyżej położonym obszarem źródliskowym Nilu Białego. Wysokie opady oraz woda z topniejących lodowców sprawiają, że Ruwenzori bywają uważane za najważniejsze źródło wody w systemie rzecznym Nilu, co jednak nie jest do końca zgodne z rzeczywistością, gdyż znacznie większe jej ilości dostarcza Jezioro Wiktorii. Rzeki w Ruwenzori są na ogół krótkie, szybko płynące, o dużych spadkach i skalistych korytach; poniżej około 1200 m ich wody zwalniają, często rozlewając się po bagnistych obszarach dna doliny ryftowej. Głównymi rzekami są Nyamwamba, Mubuku i Ruimi, zasilające Jezioro Jerzego, Nyamugasani wpływająca do Jeziora Edwarda oraz Butawu i Lamya, będące dopływami rzeki Semliki. Spływ powierzchniowy ze wschodnich stoków gór dostarcza około 1 km³ wody rocznie do Jeziora Jerzego, co stanowi około 50% jego zasilania w wodę. Ze stoków zachodnich spływa rocznie do rzeki Semliki około 1,5 km³ wody. Rzeka Semliki pośrednio odwadnia również wschodnią część Ruwenzori, ponieważ wypływa ona z Jeziora Edwarda, a to zasilane jest m.in. poprzez naturalny kanał Kazinga wodami z Jeziora Jerzego.
Recesja i zanikanie lodowców nie mają istotnego wpływu na reżim wodny, gdyż zasilanie lodowcowe rzek stanowiło mniej niż 2% przepływu. Prawdopodobne jest jednak niewielkie zwiększenie amplitudy stanów wody, ponieważ część opadów była czasowo wiązana w lodowcach i uwalniana w trakcie pór suchych.
W centralnej części gór Ruwenzori znajduje się około 50 jezior, przeważnie pochodzenia polodowcowego. Większość z nich położona jest powyżej 3700 m. Do największych należą jeziora Kanganyika (11,234 ha), Batoda (9,53 ha), Lac Vert (9,18 ha) Bujuku (7,873 ha) i Lac Noir (7,18 ha); najgłębszymi są Lac Vert (37 m), Mahoma (25,6 m) i Kanganyika (25 m). Wyjątkowym w skali regionalnej jest jezioro Mahoma, położone niżej niż pozostałe jeziora ruwenzorskie (2990 m) i będące jedynym jeziorem wytopiskowym (powstałym na skutek stopienia się bryły martwego lodu) w tropikalnej Afryce. Jezioro Bujuku powstało prawdopodobnie wskutek zatamowania dna doliny przez jęzor osuwiska. Większość stanowią jeziora morenowe, ograniczone morenami czołowymi odłożonymi w czasie ostatniego zlodowacenia, a niekiedy w czasie małej epoki lodowej. Zbiorniki wodne zlokalizowane powyżej 4200 m zajmują zagłębienia wyrzeźbione przez lodowiec w litej skale i odsłonięte po jego regresji, wiele z nich jest geologicznie bardzo młodych – istnieją dopiero od kilkudziesięciu lat lub nawet krócej. Niektóre, najwyżej położone i najmłodsze, nie znalazły jeszcze miejsca w literaturze i nie są zaznaczane na mapach.
Temperatura wody w jeziorach jest silnie skorelowana z ich wzniesieniem ponad poziom morza. Najcieplejsze jest jezioro Mahoma, w którym zmierzono 13,5 °C przy powierzchni oraz 12,5 °C przy dnie. Dla większości zbadanych jezior temperatury wód wynosiły 5,5–9,1 °C przy powierzchni oraz 4,8–7,5 °C przy dnie. W Lac Blanc zanotowano zaledwie 1 °C. Przezroczystość wody, mierzona krążkiem Secchiego, jest niezbyt duża i zawiera się w przedziale od 0,6 do 2,8 m. Pod względem trofizmu jeziora w Ruwenzori zaliczane są do oligotroficznych (niektóre – ultraoligotroficznych) lub mezotroficznych.

## Zlodowacenia plejstoceńskie

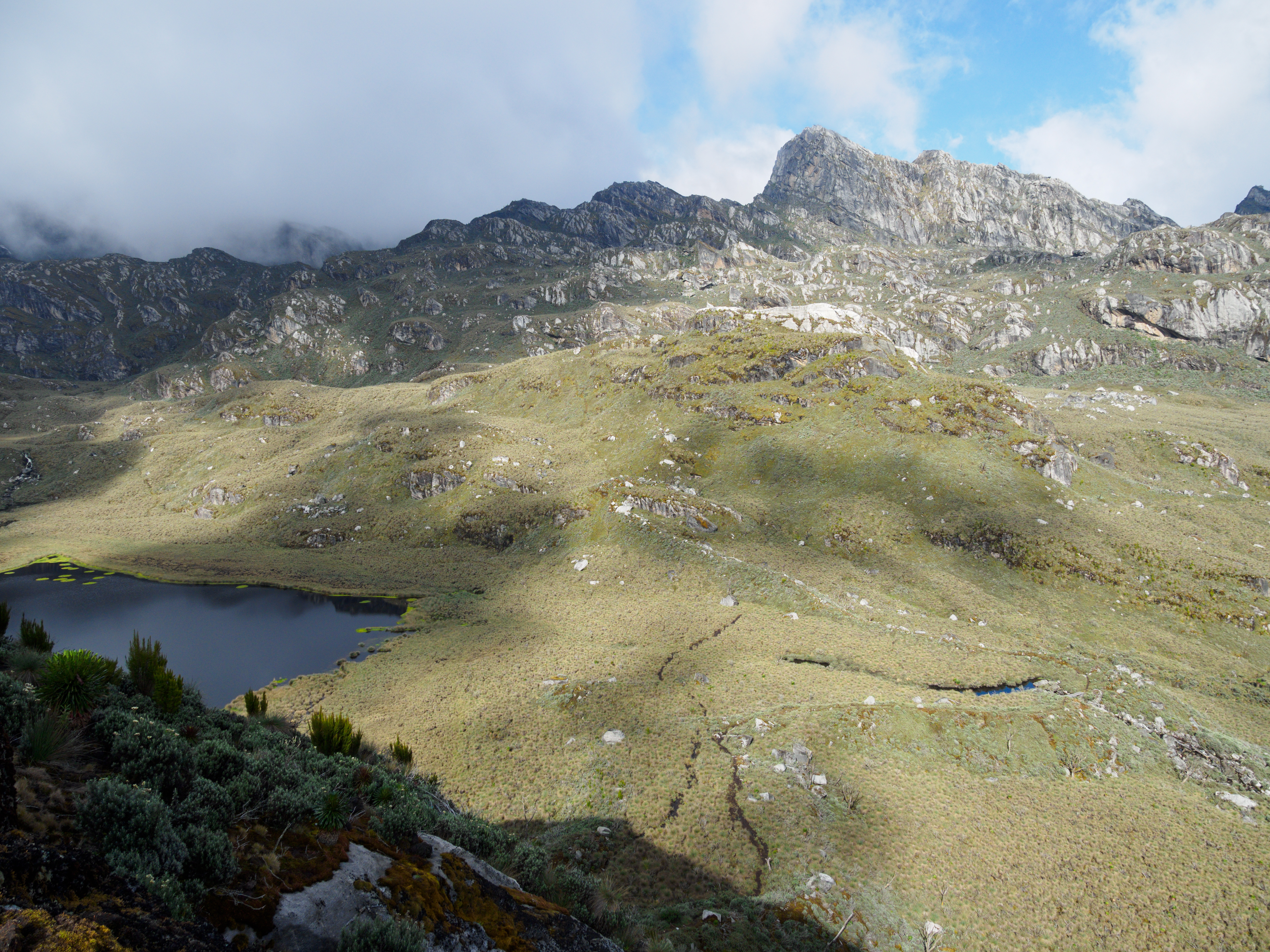
Jezioro Bugata i szczyt Okuleba (4328 m); na dole po prawej wał moreny recesyjnej w kształcie jęzora, datowany na 11,2 tys. lat BP

W plejstocenie stopniowo wypiętrzający się horst osiągnął w centralnej części wysokość linii równowagi bilansowej, co zapoczątkowało zlodowacenie i mogło według modeli po raz pierwszy nastąpić około 650–500 tys. lat temu. Góry były prawdopodobnie zlodowacone kilkukrotnie. Najstarszym zlodowaceniem, którego moreny zostały zidentyfikowane jest tzw. zlodowacenie Katabarua. Przypuszcza się, że miało postać czapy lodowej o powierzchni około 500 km² i mogło być równoczesne ze zlodowaceniem Liki I na Górze Kenia i Kilimandżaro, datowanym na 420–355 tys. lat temu. Kolejne zlodowacenie – Rwimi – prawdopodobnie między 285 a 255 tys. lat temu, objęło nieco mniejszy obszar (około 300 km²), jednak jęzory lodowców schodziły niżej w doliny. Następny chłodny okres (około 130 tys. lat temu) nie pozostawił po sobie czytelnych śladów działalności lodowców.
W czasie maksimum ostatniego zlodowacenia (zlodowacenie Mahoma), około 28–20 tys. lat temu, czapy lodowe pokrywały około 260 km², a odwadniające je lodowce dolinne schodziły do 2000–2400 m n.p.m. Datowanie metodą izotopu kosmogenicznego 10
Be wskazuje, że seria moren w pobliżu jeziora Mahoma (2990 m) w dolinie Mubuku została usypana pomiędzy 28 tys. (najstarsza) a 21,5 tys. lat temu (najmłodsza i sięgająca najniżej). Z kolei maksimum zasięgu lodowca doliny Mulyambuli wyznacza morena nieco młodsza – 18,8 tys. lat. Po tym czasie nastąpiła regresja lodowców, przy czym charakteryzowała się ona licznymi fluktuacjami – epizodami postojów lub transgresji czół lodowców, w czasie których powstawały kolejne wały morenowe. W okresie pomiędzy 21,5 a 15 tys. lat temu lodowiec doliny Bujuku skrócił się o około 8 km (54%, do Bigo Bog), a 11 tys. lat temu sięgał nie niżej, niż datowany na ten wiek niezaburzony jęzor osuwiskowy, który spiętrza jezioro Bujuku (3891 m). Podobnego wieku są najmłodsze moreny w górnej części doliny Nyamugasani – morena spiętrzająca jezioro Africa (3943 m) ma około 12,1 tys. lat, a położone nieco wyżej jezioro Bugata (3983 m) około 11,2 tys. lat.

## Lodowce współczesne i ich recesja
Przypuszcza się, że we wczesnym holocenie, między 9700 a 8000 lat temu, wzrost temperatury spowodował całkowite stopienie się lodowców w Ruwenzori, który to stan utrzymał się przez kilka kolejnych tysiącleci. W późnym holocenie klimat zaczął się oziębiać, umożliwiając ponowne utworzenie się lodowców górskich, co mogło nastąpić między 3300 a 1000 lat temu.

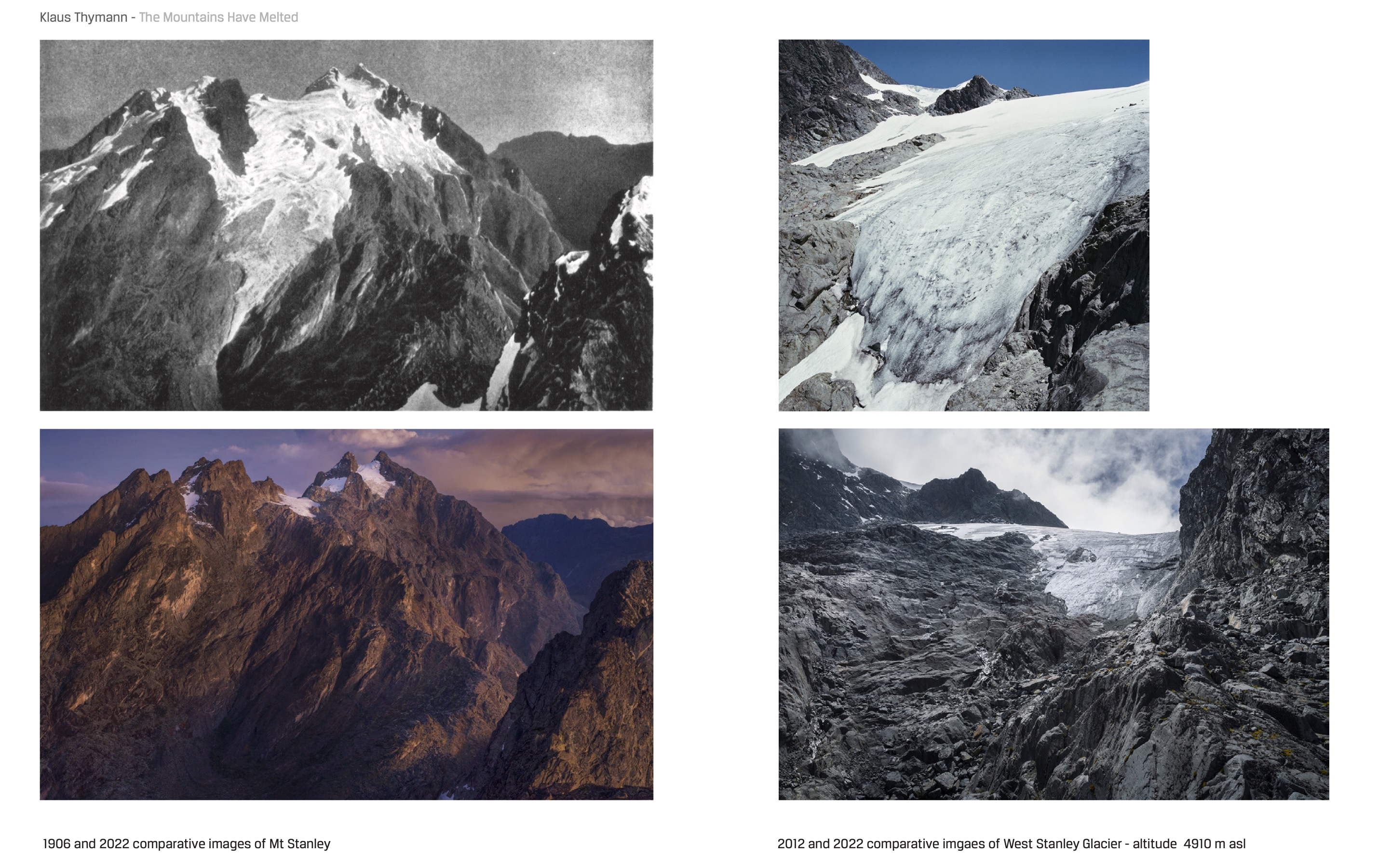
Po lewej Mount Stanley w 1906 i 2022 roku (widoczny całkowity zanik lodowca Elena), po prawej lodowiec West Stanley w 2012 i 2022 roku

Maksimum zasięgu lodowce osiągnęły podczas małej epoki lodowej. Lodowce występowały w sześciu najwyższych masywach, a ich sumaryczna powierzchnia sięgała około 10 km². Usypane wtedy moreny określane są morenami stadium Lac Gris. Są na ogół niewysokie (1–2 metry) i znajdują się nie dalej niż 100 metrów od zasięgów lodowców stwierdzonych w roku 1906. Metodą lichenometrii ustalono, że powstały pomiędzy rokiem 1250 a 1850. Badania osadów jeziornych wskazują, że recesja lodowców w Ruwenzori rozpoczęła się około roku 1870.
Gdy w Ruwenzori zawitała wyprawa księcia Luigi Amedeo (1906 rok), lodowce miały już nieco mniejsze zasięgi, zajmując sumarycznie około 7,51 km² (z czego w masywach Stanley, Speke i Baker łącznie około 6,51 km²). Sporządzone w czasie tej ekspedycji mapy i dokumentacja fotograficzna, uzupełnione w latach późniejszych przez innych badaczy, pozwoliły na zidentyfikowanie ogółem 49 lodowców (nazwy otrzymało 47 z nich). Lodowce te występowały przeważnie powyżej 4400 m, ale niektóre (np. nieistniejący już Moore Glacier) spływały do około 4200 m. Powierzchnia zlodowacona około 1955 roku szacowana jest na 4,08 km², natomiast około 1990 roku – 1,68 km². Pomiędzy tymi dwiema datami całkowicie stopiły się lodowce w masywach Luigi di Savoia, Emin i Gessi. W 2005 roku lodowce w Ruwenzori pokrywały około 1,14 km² (na Mount Stanley 0,80 km², Mount Speke 0,30 km², a na Mount Baker zaledwie 0,04 km²). Obecnie (2022) zajmują nie więcej niż 0,35 km².
Główna przyczyna recesji lodowców nie jest jednoznacznie ustalona – według niektórych naukowców jest nią wzrost średniej temperatury powietrza, według innych spadek wilgotności powietrza i związanej z nią ilości opadów i zachmurzenia. Prawdopodobne jest, że oba te czynniki mają istotny wpływ na współczesny ujemny bilans masy lodowców w Ruwenzori. Przewiduje się, że nawet przy najbardziej sprzyjających zachowaniu lodowców scenariuszach zmian klimatycznych zanikną one nie później niż w połowie XXI wieku.

## Świat roślinny

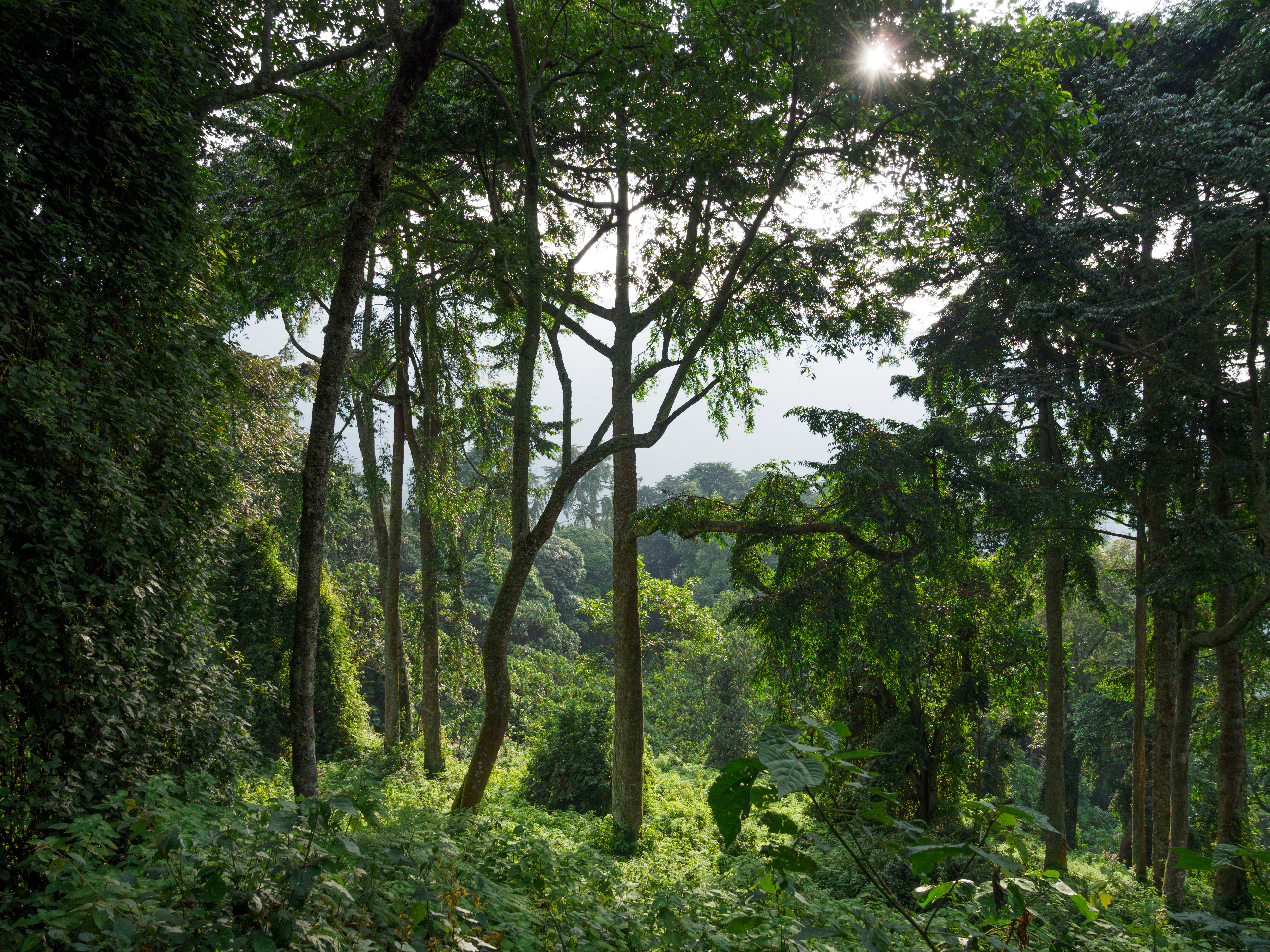
Tropikalny górski las deszczowy w Ruwenzori

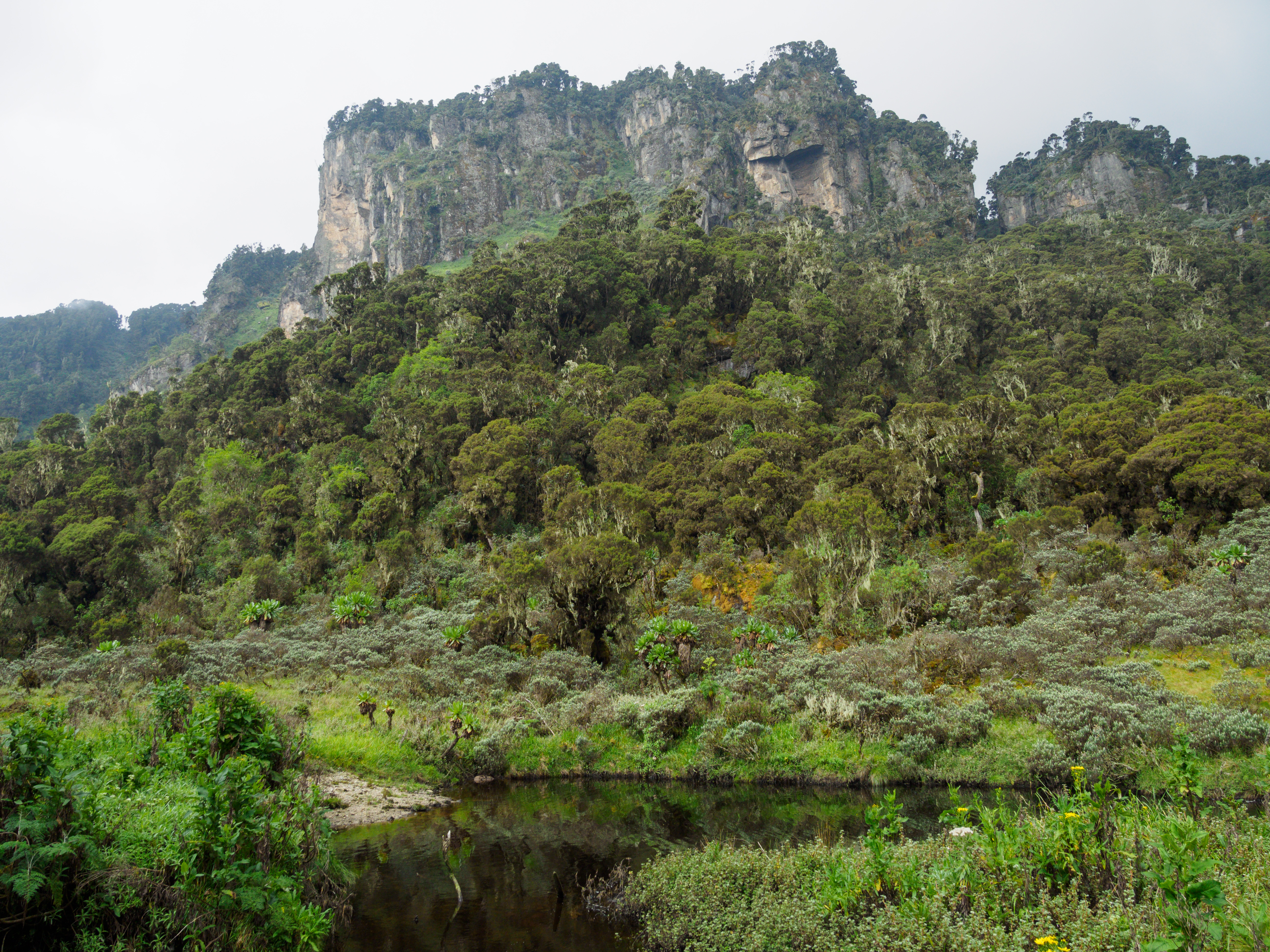
Dolina Kamusongi, lasy drzewiastych wrzośców

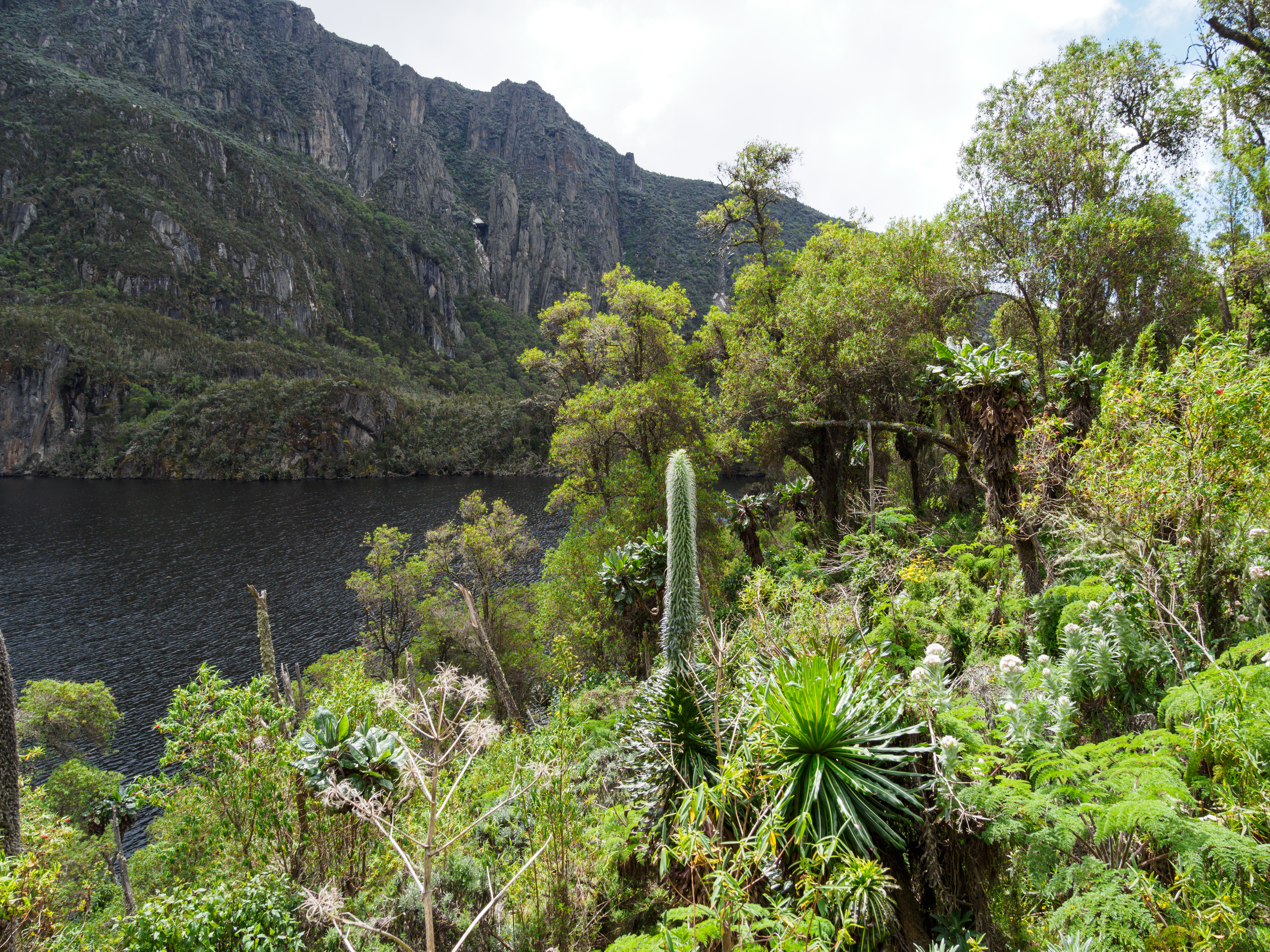
Zagajniki Hypericum bequaertii nad jeziorem Kachope

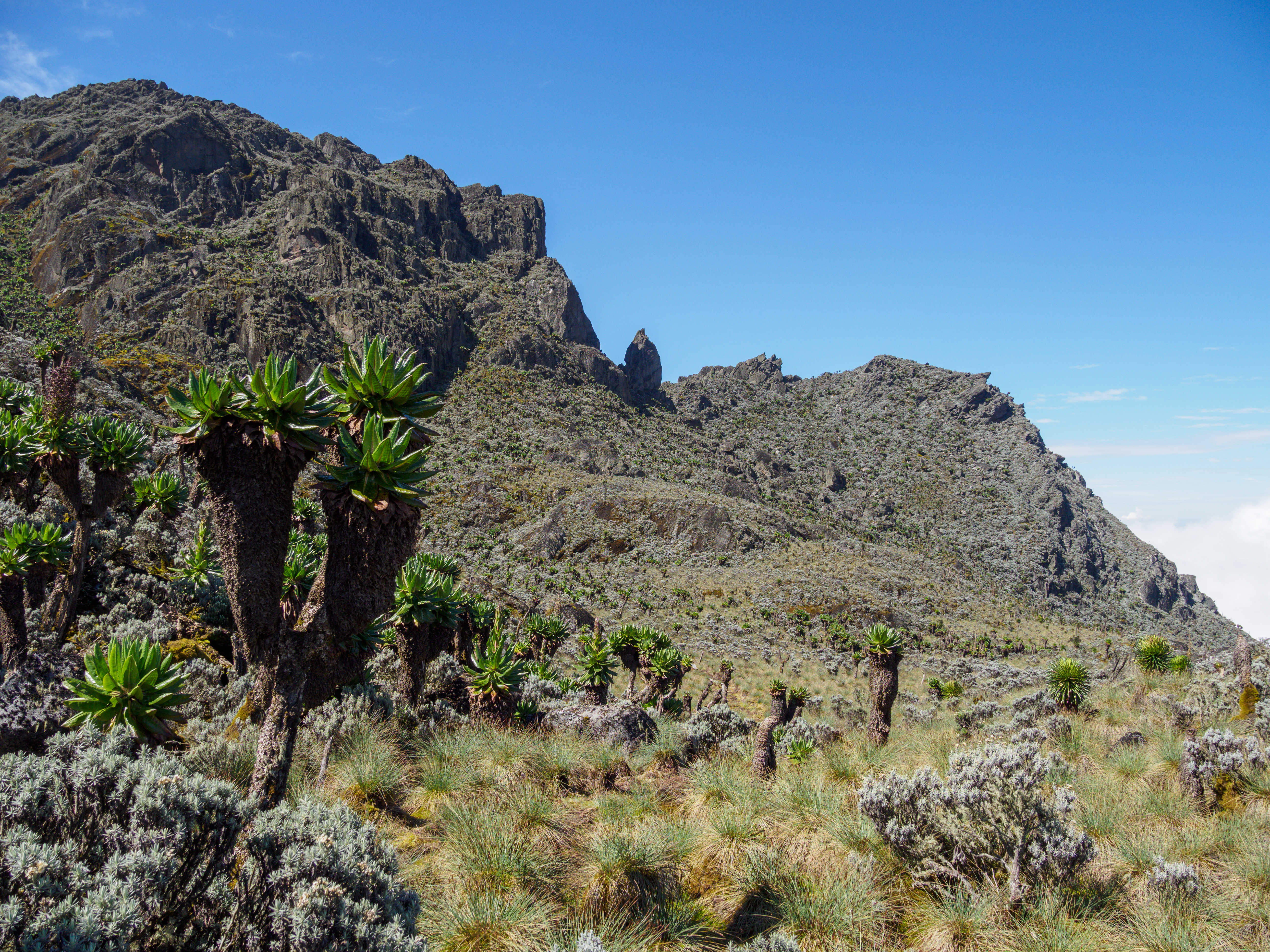
Drzewiaste starce, roślinność piętra afroalpejskiego

Duże różnice w warunkach klimatycznych pomiędzy niższymi a wyższymi partiami gór spowodowały wytworzenie kilku charakterystycznych pięter roślinności. Granice wysokościowe poszczególnych pięter zależą lokalnie od wielu czynników i podane są orientacyjnie.
Najniższe piętro, od około 1000 do około 1800–2000 m, tworzy sawanna. W dolinach dominują wysokie i gęste zarośla rozplenicy purpurowej Cenchrus purpureus, zwanej trawą słoniową. Występuje także Senna didymobotrya, a w niewielkich zadrzewieniach powszechnia jest albicja. Na stokach wzgórz rosną m.in. trawy z rodzaju Hyparrhenia, kwitnące na fioletowo rośliny z rodzaju Dissotis oraz cierniste koralodrzewy, zwracające uwagę czerwonymi kwiatami. Na bardziej wilgotnych zachodnich stokach Ruwenzori brak jest piętra sawanny, do wysokości około 1200 m rosną wilgotne lasy równikowe. Współcześnie większość obszarów położonych poniżej 2000 m, w tym nawet strome stoki, jest wykorzystywanych rolniczo i zajętych pod uprawy m.in. manioku, manneczki, matoke, fasoli, batatów i taro.
Górskie lasy deszczowe porastają tereny położone od około 1500 do około 2500 m. Odróżniają się od tropikalnych lasów deszczowych nizinnych mniejszym zwarciem, a drzewa tu rosnące rzadko przekraczają 30 m wysokości. Charakterystycznymi gatunkami są m.in. Symphonia globulifera (wysokie drzewo wykorzystywane jako źródło kauczuku), Podocarpus milanjianus (wyróżniający się wąskimi, ciemnozielonymi liśćmi), Prunus africana (kora używana w medycynie tradycyjnej), Dracaena steudneri (przypominające palmę drzewo o wysokości około 10 m) i Dracaena afromontana (gatunek powszechny w podszycie). Wśród bylin występuje dziki banan Ensete ventricosum (o owocach podobnych do banana zwyczajnego, jedzonych jedynie przez zwierzęta), a wśród krzewów Astropanax polysciadus (duży rozłożysty krzew o dłoniasto złożonych liściach). Rozpowszechnione w tym piętrze są paprocie drzewiaste, między innymi Alsophila deckenii oraz inne paprocie, jak orlica pospolita. W górskich lasach deszczowych liczne są pnącza (np. Begonia meyeri-johannis), powszechne są również różne gatunki niecierpków.
Piętro lasów bambusowych (około 2500–3000 m) tworzą gęste zarośla trawy Yushania alpina, występujące na umiarkowanie stromych stokach z głęboką glebą. Gatunek ten wykorzystywany bywa przez miejscową ludność m.in. do konstrukcji ogrodzeń, a młode pędy są jadalne. W lasach bambusowych rośnie niewiele innych gatunków roślin. Spotkać można tu pokrzywy, liliopodobny Scadoxus cyrtanthiflorus, wyróżniający się baldachami pomarańczowo-czerwonych kwiatów oraz pnącza Canarina eminii z kwiatami płowo-pomarańczowymi, zwisającymi. Na stromych i skalistych zboczach lasy bambusowe ustępują miejsca wydzielającym charakterystyczny gorzki zapach gęstwinom Mimulopsis elliotii. Przy źródliskach i ciekach wodnych pojawiają się lobelie (stroiczki) Lobelia giberroa, których kwiatostany osiągają 3 metry wysokości. Wąskie grzbiety górskie w tej strefie wysokościowej to siedlisko drzewiastych wrzośców Erica benguelensis i Erica mannii. Często występuje drzewo Hagenia abyssinica, którego kwiaty są surowcem zielarskim używanym w celu pozbycia się tasiemców.
Ponad lasami bambusowymi rozciąga się piętro wrzośców (około 3000–4000 m). Na uboższych glebach pospolite są gatunki Erica trimera i Erica kingaensis, mające pokrój niewysokich drzew lub krzewów. Runo zdominowane jest przez paprocie i mszaki, z roślin kwiatowych częste są niecierpki Impatiens runssorensis (kwiaty czerwono-jasnofioletowe) i storczyki Disa stairsii (kwiaty koraloworóżowe). Zbiorowiska na glebach dobrze przepuszczalnych są bogatsze w gatunki. Spotkać tu można m.in. niewielkie drzewa z gatunków: Rapanea rhododendroides (o liściach podobnych do różanecznika i fioletowych owocach), Hypericum lanceolatum, Hypericum revolutum (oba gatunki z żółtymi kwiatami) oraz Hypericum bequaertii (o pomarańczowych kwiatach, rosnący na górnej granicy tego piętra roślinnego). Najwyższa z rosnących w Ruwenzori lobelii, Lobelia stuhlmannii, osiąga wysokość 8 metrów. Wśród krzewów powszechne są jeżyny Rubus runssorensis. Uwagę zwracają kwitnące na biało lub różowo kocanki Helichrysum formosissimum var. guilelmii oraz rzeżucha Cardamine obliqua o jasnofioletowych kwiatach. Z gałęzi drzew i krzewów obficie zwisają porosty z rodzaju brodaczka.
Charakterystyczną dla Ruwenzori cechą piętra wrzośców oraz położonego wyżej piętra alpejskiego jest wielka obfitość bagien, zajmujących wypłaszczenia terenu i zdominowanych przez wysokie kępy turzyc Carex runssoroensis, pomiędzy którymi występują torfowce i inne mchy. Gatunkiem częstym na bagnach jest Lobelia bequaertii z fioletowo nabiegłymi rozetami liściowymi oraz imponującymi 3-metrowymi kwiatostanami. W wyższych położeniach rośnie inna wysoka lobelia – Lobelia wollastonii o srebrzysto-niebieskawym zabarwieniu.
Piętro alpejskie (afroalpejskie) wykształciło się na wysokościach od około 3800 do około 4500 metrów. Typowe dla tej strefy są zarośla kocanek Helichrysum stuhlmannii, wysokie na około 1,5 metra, jednak karlejące do zaledwie 30 cm w wyższych położeniach. Miejsca osłonięte zajmują zagajniki drzewiastych starców Dendrosenecio adnivalis. Na bardziej stromych stokach z mniejszą dostępnością wody występuje inny drzewiasty gatunek Dendrosenecio erici-rosenii (dorastający, podobnie jak poprzedni, do 6 m wysokości), a także gęsiówka alpejska Arabis alpina, starzec Senecio tranmarinus, gorysz Peucedanum kerstenii i przytulia Galium ruwenzoriense. Srebrzyste łąki piętra alpejskiego tworzone są głównie przez przywrotniki Alchemilla argyrophylla. W partiach powyżej 4000 m łąki wysokogórskie zdominowane są przez Alchemilla subnivalis, z domieszkami Alchemilla triphylla, Alchemilla stuhlmanii i Alchemilla johnstonii.
W piętrze niwalnym (powyżej 4400 m) rośliny naczyniowe występują sporadycznie – spotkać tu można głównie wiechlinę Poa ruwenzoriensis i kocanki Helichrysum stuhlmannii (forma z mocno owłosionymi liśćmi). Pojedyncze osobniki starców drzewiastych są niskie i nie wytwarzają tu kwiatów. Z wyjątkiem terenów niedawno zajmowanych przez lodowce, większość skał jest pokryta porostami z rodzajów Umbilicaria i Usnea, a także mchami, jak Rhacocarpus humboldtii, który tworzy jasnopomarańczowe dywany.

## Świat zwierzęcy
Fauna gór Ruwenzori jest stosunkowo uboga w gatunki, których liczba zmniejsza się wraz ze wzrostem wysokości nad poziomem morza. Występują tu jednak liczne gatunki lub podgatunki endemiczne dla tego pasma górskiego lub obszarów wyżynno-górskich Wielkiego Rowu Zachodniego.
Do ssaków żyjących w niższych położeniach (do około 2500 m) należą m.in. słoń afrykański, szympans zwyczajny, koczkodan zairski, gereza ruwenzorska i buszbok subsaharyjski. Na czerwoną listę gatunków zagrożonych wpisane są wodniczek ruwenzorski, górolasek księżycowy oraz nietoperz Rhinolophus ruwenzorii. W piętrze zarośli bambusowych żyje dzikacz leśny i dujker ruwenzorski – ten ostatni spotykany jest do górnej granicy roślinności. W wyższych partiach występuje arbogóralek drzewny, najliczniejszy na wysokościach pomiędzy 3000 a 4000 metrów i żywiący się głównie przywrotnikami. Innymi gatunkami pospolitymi w strefie afroalpejskiej są złotokret ruwenzorski, uszkor łąkowy i owocożerny nietoperz Stenonycteris lanosus, a także ssaki z rodzajów szczoteczniczka i pręgomysz. Zarówno u podnóża gór, jak i do granicy śniegów spotkać można lamparta plamistego, polującego w Ruwenzori przede wszystkim na arbogóralki i dujkery.
W Parku Narodowym Gór Ruwenzori zaobserwowano 241 gatunki ptaków, z czego 19 gatunków endemicznych. Większość z nich występuje w niższych lokalizacjach, np. turak tęczowy, szponiastonóg ciemny, gołąb żółtooki. Piętro bambusów jest środowiskiem życia nektarnika królewskiego oraz złotokosika górskiego. W piętrze afroalpejskim bytuje nektarnik szkarłatnoboczny, żywiący się nektarem i owadami na kwiatostanach lobelii. Na górskich jeziorach obserwuje się niekiedy kaczkę moręgówkę, a w ścianach skalnych gniazduje jerzyk alpejski. W wyższych położeniach widywany jest również kruk wielkodzioby (zwłaszcza w pobliżu miejsc obozowania ludzi) oraz myszołów górski.
Fauna gadów ogranicza się do piętra lasów. Spośród gatunków z rodziny kameleonowatych, dwa są endemiczne (Kinyongia adolfifriderici i Trioceros ituriensis). Węże występują w położeniach poniżej 2500 m, obserwowano jedynie 3 gatunki: Thrasops jacksonii, Philothamnus ruandae i Atheris nitschei. Wśród płazów endemitem dla Ruwenzori jest Amietia ruwenzorica, a subendemitem Xenopus ruwenzoriensis.
W rzekach żyje przynajmniej 16 gatunków ryb, z czego większość występuje na wysokościach pomiędzy 900 a 1500 metrów. Powyżej tej granicy spotykane są tylko ryby z rodzaju Barbus. W latach 30. XX wieku niektóre rzeki zarybiono pstrągiem potokowym i pstrągiem tęczowym, jednak prawdopodobnie przetrwały one jedynie do lat 80.
Badania z lat 1948–1949 zidentyfikowały 60 gatunków bezkręgowców w piętrze alpejskim, z czego 25 było wcześniej nieznanych nauce. Przynajmniej 7 gatunków motyli stanowi endemity. Na bagnach charakterystyczne jest występowanie ciem, których samice są bezskrzydłe.

## Ochrona przyrody
Wyższe partie gór Ruwenzori po stronie zachodniej na terenie obecnej Demokratycznej Republiki Konga, o powierzchni około 375 km², weszły w skład Parku Narodowego Alberta (Parc Albert) w roku 1929. W roku 1969 park zmienił nazwę na Park Narodowy Wirunga (Parc National des Virunga), a 10 lat później został wpisany na listę światowego dziedzictwa UNESCO. W ciągu ostatnich dwudziestu kilku lat jego obszar nękany jest przez kłusownictwo oraz lokalne konflikty zbrojne (wojna domowa w Kongu, rebelia M23 i inne). W związku z obecnością grup militarnych oraz ich atakami na strażników i turystów park bywał wielokrotnie zamykany dla zwiedzających.
Początki Parku Narodowego Gór Ruwenzori (Rwenzori Mountains National Park) w Ugandzie sięgają roku 1937, kiedy zostały wyznaczone granice przyszłego rezerwatu leśnego, ustanowionego oficjalnie 4 lata później. Teren rezerwatu został wyłączony z produkcji rolniczej, jednak miejscowa ludność wciąż mogła tam polować i pozyskiwać na własne potrzeby użytki leśne (np. bambus, rośliny lecznicze). W latach 1977–1986 ochrona przyrody stała się niemożliwa z powodu wojny domowej i zapaści gospodarczej. W roku 1989 uchwalono powstanie parku narodowego, obejmującego najwyższe partie gór. Tereny w piętrze tropikalnych lasów deszczowych zachowały wtedy dotychczasowy status rezerwatu leśnego, a do Parku Narodowego Gór Ruwenzori zostały włączone w roku 1991. Powierzchnia tak powiększonego parku narodowego wynosi 996 km². Powstanie parku było wspierane przez wspólnotę międzynarodową, jednak przyjęty model ochrony spowodował negatywne skutki dla lokalnych społeczności, które zostały pozbawione bezpłatnego dostępu do zasobów leśnych i tradycyjnych miejsc pochówku. W 1994 roku Park Narodowy Rwenzori Mountains został wpisany na listę światowego dziedzictwa UNESCO. W latach 1997–2001 pasmo górskie zostało zajęte przez rebeliantów Interahamwe. Uganda Wildlife Authority otworzyła park dla zwiedzających w lipcu 2001, jednak jeszcze w roku kolejnym problemem były miny pozostawione w górach przez bojówki.

## Granica międzypaństwowa
Zgodnie z porozumieniem podpisanym w 1910 roku w Brukseli, granica kongijsko-ugandyjska miała przebiegać wzdłuż rzeki Chako (Tako) do jej źródła, stamtąd w linii prostej na wierzchołek Margherity, a następnie do źródeł rzeki Lami (Lamya) i w dół jej biegiem do rzeki Semliki. W trakcie wyznaczania granicy w terenie w roku 1911 umocowano 7 par znaków granicznych wzdłuż Tako (siódma para przy źródle rzeki) oraz pięć par nad brzegami rzek Semliki i Lamya, jednak nie udało się dotrzeć do źródła tej ostatniej. W konsekwencji określono jego przypuszczalne położenie jako 5,4 km na północny zachód od szczytu Kalengili i 20 km na południowy zachód od szczytu Karangora, co zawarto w kolejnym porozumieniu (1915). Późniejsze wyprawy Humphreysa wykazały, że Lamya rozpoczyna swój bieg w innym miejscu, lecz nie zmieniano z tego powodu wcześniej określonej granicy. W 1957 roku na podstawie zdjęć lotniczych określono, że lokalizacja zdefiniowana w 1915 roku znajduje się w pobliżu Lami i zdecydowano się przyjąć najbliższy punkt na rzece jako najlepszą reprezentację wcześniejszego porozumienia.

## Ludność i gospodarka
Niższe partie Ruwenzori (do około 2200 m) są zamieszkałe przez społeczności Bakonzo (po stronie ugandyjskiej) i Banande (po stronie kongijskiej), które pod koniec XIX wieku były kulturowo i językowo identyczne. W północno-zachodniej części pasma żyje ludność Baamba. Większe miasta u podnóża gór to Beni (398 tys. mieszkańców) w Demokratycznej Republice Konga oraz Kasese (108 tys.), Fort Portal (56 tys.) i Bwera-Mpondwe (52 tys.) w Ugandzie.
Obszary nieobjęte formami ochrony przyrody są intensywnie wykorzystywane rolniczo. Główne uprawy to banany (w tym odmiana matoke), kawa, kakao, kukurydza i herbata. Powszechny jest wypas bydła. Region Ruwenzori ma duży potencjał w zakresie produkcji energii elektrycznej i jest drugim pod względem mocy źródłem energii hydroelektrycznej w Ugandzie. W latach 1950–1982 w miejscowości Kilembe działała kopalnia miedzi.

## Historia eksploracji
Ludy Bakonzo i Banande żyły i polowały w górach Ruwenzori od stuleci, jednak po działalności tej nie pozostały żadne pisemne ślady. Pierwsze informacje w literaturze, które mogły odnosić się do gór Ruwenzori pojawiły się w starożytności. W wystawionej w roku 463 p.n.e. tragedii Błagalnice (tekst) Ajschylos pisał w odniesieniu do Egiptu o ziemi, co śniegiem się poi. W powstałych około 450 roku p.n.e. Dziejach Herodot informował o przypuszczalnych źródłach Nilu w bezdennym jeziorze pomiędzy ostrymi szczytami Krofi i Mofi, z którego wody miały odpływać ku południu i ku północy; Gordon Noel Humphreys przypuszczał, że wiadomość ta mogła odnosić się do Jeziora Księżycowego (Lac de la Lune) pomiędzy masywami Emin i Gessi. W II wieku n.e. Klaudiusz Ptolemeusz pisał o Górach Księżycowych w dziele Geografia, opierając się na pracach Marinosa z Tyru. Ich śniegi miały zasilać jeziora, będące źródłami Nilu. Informacja ta pochodziła od bliżej nieznanego mężczyzny imieniem Diogenes, który twierdził, że przypłynął z powrotem do Egiptu Nilem. Obecnie wiadomo, że taka droga była niemożliwa do pokonania z uwagi na bagnisty, niespływalny obszar Sudd, a także wodospady i katarakty na rzece. W roku 1154 arabski geograf Al-Idrisi opisał lokalizację wielkich jezior i Gór Księżycowych – Dżebel el Qamar. Pozostaje nierozstrzygnięte, czy te wczesne wzmianki odnosiły się rzeczywiście do Ruwenzori, czy też gór Wirunga, góry Kenia, Kilimandżaro lub gór Etiopii, przy czym wiele przesłanek wskazuje zwłaszcza na te ostatnie.
W czasach nowożytnych często zakryte chmurami góry Ruwenzori pozostały stosunkowo długo nieznane Europejczykom. Pierwszej dalekiej obserwacji dokonał Henry Morton Stanley 7 stycznia 1876 roku w okolicy rzeki Katonga. Patrząc na północny zachód dostrzegł ogromny, błękitny masyw górski, którego wysokość oszacował na około 15 000 stóp i który nazwał na cześć Jamesa Bennetta, finansującego wyprawę właściciela pisma New York Herald. Miejscowi mówili mu, że góry te często są białe, a w ich środku znajduje się niewielkie okrągłe jezioro, otoczone ścianami skalnymi (możliwe, że chodziło o jezioro Bujuku). Dopiero 12 lat później członkowie kolejnej ekspedycji Stanleya – T. H. Parke oraz A. J. Mounteney Jephson, a później sam Stanley, zobaczyli bezspornie śniegi na szczytach Ruwenzori. W kolejnym roku (1889) porucznik William Grant Stairs jako pierwszy Europejczyk dotarł do wnętrza gór, osiągając wysokość około 3200 m na północnej grani Emina. W 1891 Franz Stuhlmann prowadził badania w dolinie Butawu do wysokości 3960 m, skąd wykonał fotografie ośnieżonych gór. Do samych śniegów (na wysokości około 4100–4120 m, prawdopodobnie w grupie górskiej Rugendwara lub Rwatamagufa) doszedł kapitan C. Sitwell z administracji Ugandy w lipcu 1898. W latach 1900–1903 różne wyprawy działały w masywie Mount Baker (maksymalnie do około 4540 m) i na niektórych jego (współcześnie już nieistniejących) lodowcach. W roku 1904 szwajcarski badacz Johann Jakob David wspiął się na Plateau Stanleya (około 4800 m).

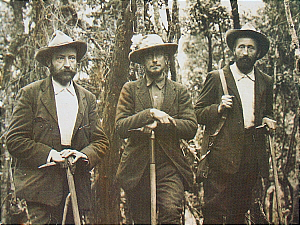
Książę Luigi Amedeo di Savoia z Césarem Ollierem i Josephem Petigaxem

Najbardziej owocny w historii eksploracji Ruwenzori był rok 1906. W styczniu Rudolf Grauer, Maddox i Tegart zdobyli jeden ze szczytów w masywie Bakera (Grauer Rock). W tym samym czasie działała ekspedycja naukowa British Museum, która zebrała liczną kolekcję okazów w dolinie Mubuku. 1 kwietnia członkowie wyprawy A. F. R. Wollaston, R. B. Woosnam i M. Carruthers osiągnęli wierzchołek, nazwany następnie nazwiskiem pierwszego z wymienionych. Największe sukcesy, zarówno alpinistyczne, jak i poznawcze, przyniosła działająca w czerwcu i lipcu wyprawa księcia Abruzzów Luigi Amedeo di Savoia. Alpinistami w jej składzie byli, oprócz samego księcia, przewodnicy górscy z Courmayeur Joseph Petigax, Laurent Petigax, César Ollier i Joseph Brocherel. Za część naukową odpowiedzialni byli Umberto Cagni i Edoardo Winspeare (pomiary topograficzne), Achille Molinelli (biolog) oraz Alessandro Roccati (geolog). W składzie wyprawy było też dwóch fotografów (Vittorio Sella i Erminio Botta), kucharz (Igno Igini), a także około 150 porterów (tragarzy). Członkowie ekspedycji dokonali 30 wejść szczytowych w 40 dni i wykonali pomiary, które pozwoliły na sporządzenie szczegółowej mapy centralnej części pasma. Do ogólnego sukcesu znacząco przyczyniła się przyjęta taktyka bardzo wczesnego wyruszania na wspinaczkę, co pozwoliło w pełni wykorzystać dobrą pogodę, która zazwyczaj panowała w godzinach porannych. Do najważniejszych osiągnięć alpinistycznych wyprawy należą pierwsze wejścia na następujące szczyty: Alexandra i Margherita (18 czerwca 1906, Abruzzi, J. Petigax, Ollier, Brocherel), Elena i Savoia (20 czerwca 1906, Abruzzi, J. Petigax, Ollier, Brocherel), Vittorio Emanuele (23 czerwca 1906, Abruzzi, Ollier, J. Petigax), Moebius (25 czerwca 1906, Sella, Roccati, Brocherel, Botta), Umberto (28 czerwca, Abruzzi, Ollier, J. Petigax, L. Petigax), Edward (2 lipca 1906, Sella, Brocherel, Botta), Sella (4 lipca 1906, Sella, Brocherel, Botta), Iolanda i Bottego (16 lipca 1906, Abruzzi, Ollier, J. Petigax).
W latach 1926–1932 w górach Ruwenzori intensywnie działał Gordon Noel Humphreys, który dokonał m.in. pierwszego rekonesansu lotniczego, eksploracji rejonu górnej części doliny Nyamugasani (zdobywając szereg dziewiczych dotąd szczytów) oraz wejść nowymi drogami na już zdobyte wierzchołki. Między 1949 a 2006 rokiem duże zasługi dla poznania Ruwenzori, rozwoju turystyki oraz popularyzacji wiedzy o tym paśmie górskim miał leśnik i geograf Henry Osmaston, autor monograficznego przewodnika Guide to the Rwenzori, którego 2. wydanie ukończył krótko przed śmiercią.

## Polacy w Ruwenzori

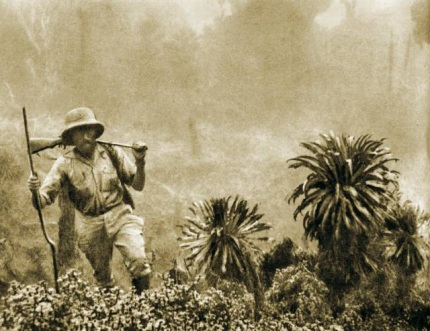
Kazimierz Nowak w Ruwenzori

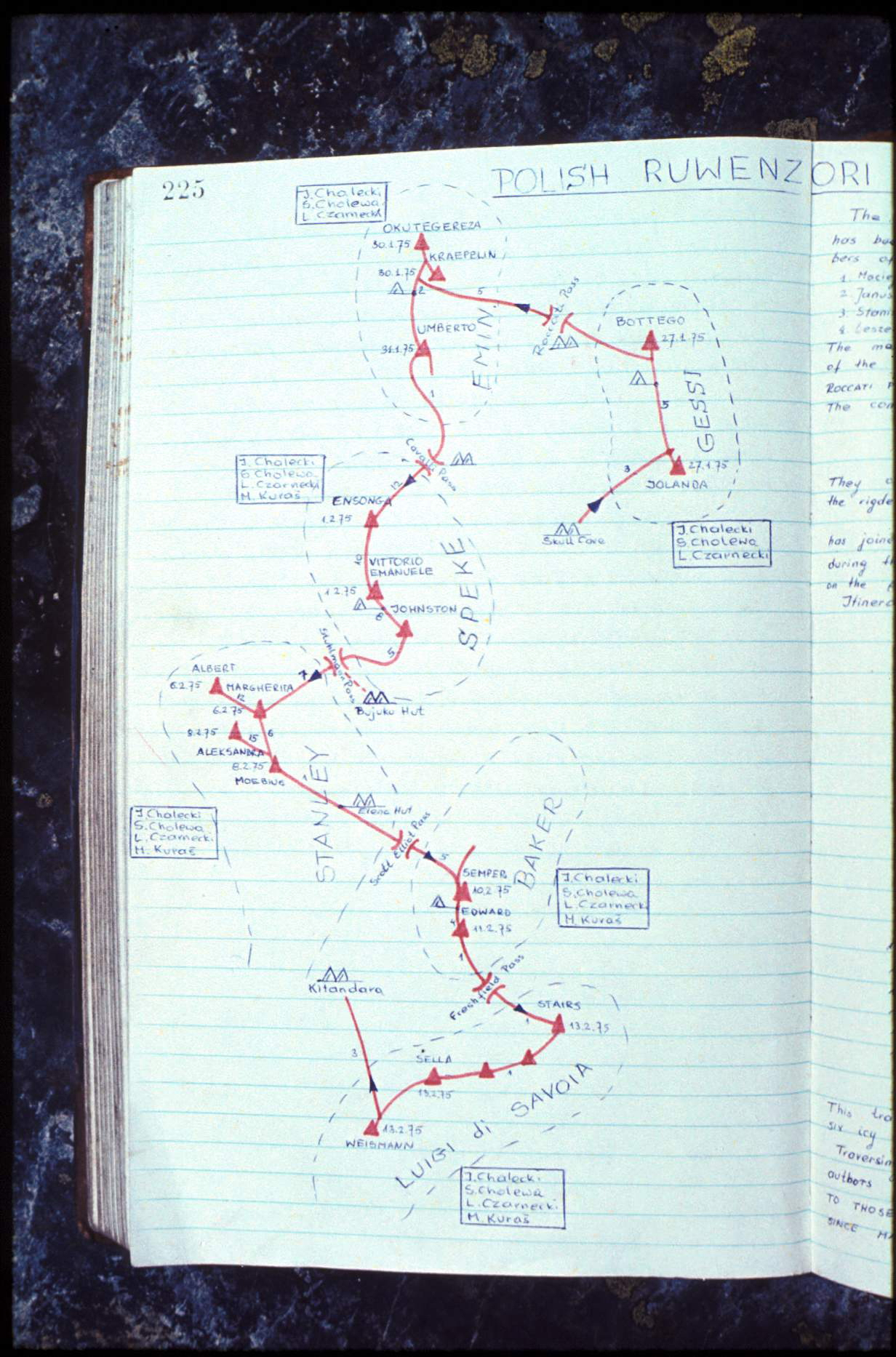
Trawers Ruwenzori, 1975

Pierwszym Polakiem w Ruwenzori był Jan Czekanowski, który jako członek ekspedycji księcia Adolfa Fryderyka Meklemburskiego prowadził na przełomie lat 1907 i 1908 badania antropologiczne i etnograficzne u podnóża gór.
W wyższe partie jako pierwszy z Polaków dotarł w 1933 Kazimierz Nowak, dochodząc od strony Konga nad Lac Vert (około 4185 m).
W 1939 działała w Ruwenzori wyprawa naukowo-alpinistyczna w składzie: Edward Loth (antropolog), Stanisław Gorzuchowski (geograf), Tadeusz Wiśniewski (botanik), Tadeusz Bernadzikiewicz (alpinista) i Tadeusz Pawłowski (alpinista). Dwójka wspinaczy dokonała pierwszych wejść na trzy szczyty: Humphreys, Okusoma i Tatra Peak (w sporządzonych przez nich sprawozdaniach i opisach stosowano odpowiednio nazwy: Okusoma, Bernadzikiewicz Peak i Tatra Peak). Bernadzikiewicz i Pawłowski poprowadzili ponadto szereg innych nowych dróg: zachodnią ścianą na Bottego, z Iolandy ku zachodowi (zejście), północno-wschodnią granią na Margheritę, a samotnie Pawłowski – z doliny Mugusu na Vittorio Emanuele (według Osmastona – na Ensonga). Tadeusz Wiśniewski zebrał ponad 200 gatunków mchów w dolinach Bujuku i Mugusu, zbiory zostały przywiezione do Warszawy (przetrwały wojnę, obecnie znajdują się w Zielniku Wydziału Biologii UW).
W czerwcu 1943 Jerzy Golcz pokonał samotnie trudny lodospad lodowca Margherita, a Jerzy Skolimowski wraz z Michałem Makowskim odkryli pod ścianą Margherity dwa nieznane wcześniej jeziorka, nazywając je od imion żon Jeziorkami Dwóch Iren (współcześnie noszą oficjalną nazwę Irene Lakes). Następnie wspólnie weszli na Alexandrę, wykorzystując przebytą przez Golcza 3 dni wcześniej trasę przez lodowiec Margherita.
W latach 1955–1956 pomiary dla Uganda Lands and Surveys Department prowadził Edward Cierach, zakładając punkty trygonometryczne na szczytach Vittorio Emanuele (gdzie niesprzyjające warunki zmusiły go do 12-dniowego biwaku), Alexandry i Margherity. W pracach towarzyszyło mu trzech tragarzy Bakonzo – Masereka, Mate i Zedekya (Masaraka, Mati i Zadekya) – którzy zostali pierwszymi afrykańskimi zdobywcami dwóch najwyższych szczytów gór Ruwenzori. Przy okazji prac w górach Cierach wprowadził na Vittorio Emanuele dwie Polki pracujące w Ugandzie (Irenę Berezowską i Wandę Błeńską), a także dokonał licznych pierwszych wejść szczytowych.
W 1974 zorganizowana została wyprawa Koła Poznańskiego Klubu Wysokogórskiego w góry Afryki Równikowej, której głównymi osiągnięciami w Ruwenzori były zdobycie dziewiczego szczytu o wysokości około 4590 m wznoszącego się na zachód od Umberto w masywie Emina (Stanisław Lisowski, Jan Strzałko, Ryszard Schramm), któremu zdobywcy nadali nazwę Poznań oraz pierwsze przejście 600-metrowej zachodniej ściany masywu Bakera nadzwyczaj trudną (V) drogą (Jan Stryczyński, Wojciech Wróż).
Pierwszy trawers całej głównej grani Ruwenzori – w tym szczytów Mount Gessi (4715 m), Mount Emin (4798 m), Mount Speke (4890 m), Mount Stanley (5109 m), Mount Baker (4843 m) i Mount Luigi di Savoia (4627 m) zakończył się powodzeniem dopiero w 1975 roku. Dokonali tego członkowie Polskiej Wyprawy Wysokogórskiej Ruwenzori 1975 – Janusz Chalecki, Stanisław Cholewa i Leszek Czarnecki (Mirosław Kuraś dołączył do nich w połowie trawersu).

## Turystyka
Na skutek trwających od wielu lat niepokojów i aktywności uzbrojonych grup rebeliantów kongijska strona pasma rzadko bywa odwiedzana przez turystów. Dojście do najwyższej grupy szczytów odbywa się z Mutwanga. Miejsca noclegowe zapewnia pięć niezagospodarowanych schronisk, wzniesionych w 1942 roku i utrzymywanych przez administrację Parku Narodowego Wirunga. Są to: Kyandolere (1700 m), Kalongi (2140 m), Mahungu (3310 m), Kyondo (4303 m) oraz Moraine Hut (4500 m).
Zdecydowana większość ruchu turystycznego koncentruje się po ugandyjskiej stronie gór. Pierwsze osiem schronów turystycznych zostało zbudowanych w latach 1948–1971 przez Mountain Club of Uganda i wyposażonych w piece na drewno, prycze oraz przybory kuchenne. Współcześnie zwiedzenie afroalpejskich partii gór umożliwiają dwie trasy turystyczne wyposażone w podstawową infrastrukturę – Central Circuit i Kilembe Trail (Southern Circuit). Trasy obsługiwane są wyłącznie przez lokalne agencje turystyczne, odpowiednio Rwenzori Mountaneering Services i Rwenzori Trekking Services, które zapewniają usługi przewodników i tragarzy, posiłki i noclegi w górskich chatkach oraz ewentualne wypożyczenie sprzętu. Pokonanie szlaku Central Circuit wraz z wejściem na Margheritę zajmuje na ogół 7 dni, natomiast dłuższego Kilembe Trail – 9 dni. Ścieżki bywają bardzo błotniste, po deszczach niekiedy z błotem po kolana, stąd niezbędnym elementem wyposażenia są gumowce. Pokonanie torfowisk wypełniających płaskie dna dolin ułatwiają w niektórych miejscach kładki. Wspinaczka na najwyższe szczyty wymaga użycia sprzętu alpinistycznego.
Pod koniec lat 80. XX wieku tereny przyszłego Parku Narodowego Gór Ruwenzori odwiedzało kilkaset osób rocznie. Liczba turystów zwiększała się do roku 1993, kiedy przekroczyła 1600. Kolejne lata charakteryzowały się mniejszym ruchem turystycznym, a między 1997 a 2001 park został zamknięty dla zwiedzających ze względu na obecność uzbrojonych bojówek z Rwandy i DR Konga. Współcześnie góry Ruwenzori stają się bardziej popularne, w roku 2018 do parku weszło 4839 turystów. Ruch turystyczny jest tu jednak wciąż znacząco mniejszy, niż w innych śnieżnych górach Afryki czy w pozostałych parkach narodowych Ugandy (z wyjątkiem Parku Narodowego Mount Elgon).